# Barszcz zabielany
Uzasadnienie: patrz tamże sekcja Żur, żurek a barszcz biały

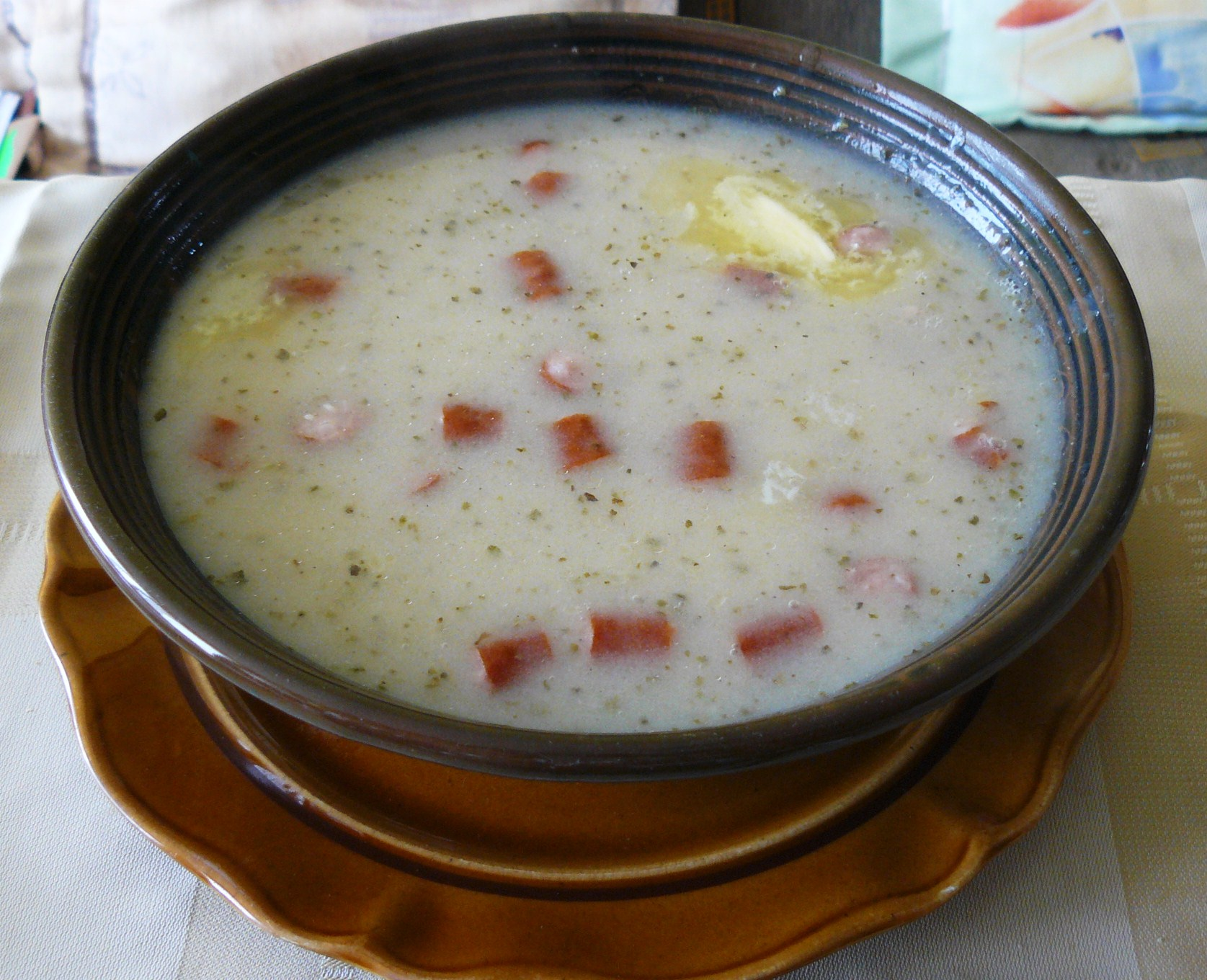
Barszcz biały, tradycyjny

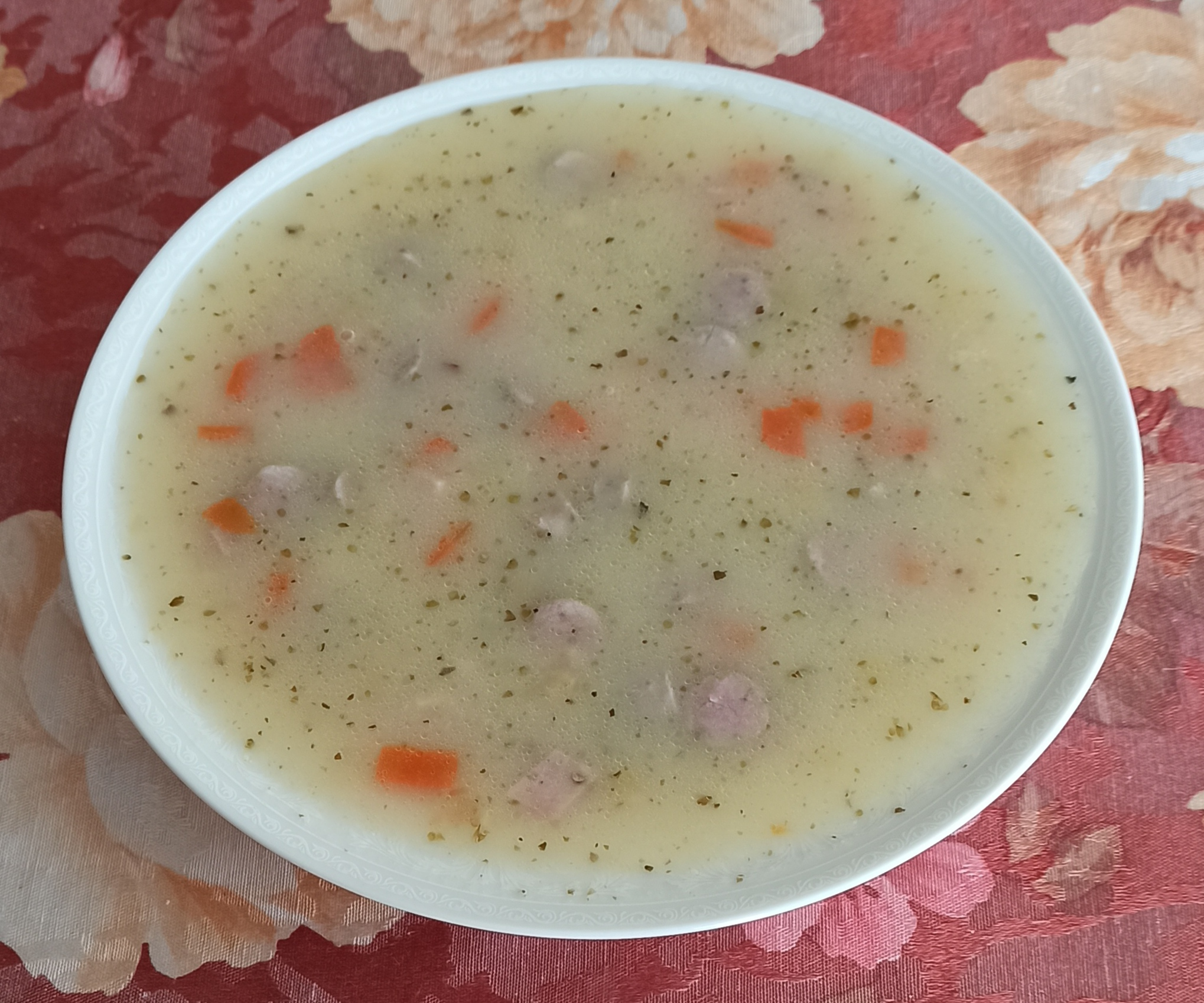
Biały barszcz wersja z marchewką

Barszcz zabielany (biały), tradycyjna potrawa staropolska, (bywa regionalnie mylony z żurem i żurkiem). W odróżnieniu od szarego gęstego żuru, czy zabielanego barszczu np. z buraków ćwikłowych, lub szczawiu – nie jest szary, czerwony lub zielony tylko biały. Jest gotowany na czystym zakwasie z mąki pszennej. Bywa też gotowany na zakwasie z mąki żytniej, (na żur, żurek), ale dodawanym w mniejszej ilości i bez mieszania go z mąką. Jest regionalną potrawą głównie na południu Polski, na Śląsku i Podhalu, lokalnie na podkarpaciu podawany jest też na śniadanie wielkanocne. Barszcz biały, często występuje na polskich stołach jako zamiennik żuru lub żurku, to jedna z pierwszych zup, które przygotowywano na terenie naszego kraju już w średniowieczu.

## Przygotowanie
Barszcz biały zabielany, na czystym zakwasie (oddzielonym od mąki), jest gotowany na wywarze z kiełbasy lub boczku z dodatkiem liści laurowych i ziela angielskiego, (bywa gotowany również na żeberkach). Po ugotowaniu wywaru jest zaprawiany zakwasem z mąki pszennej lub żytniej do uzyskania pożądanego kwaskowatego smaku oraz doprawiany solą i pieprzem. Całość zaprawiana jest śmietaną i krótko zagotowana. Można zaostrzyć jego smak, dodając startego chrzanu.
Najczęściej biały barszcz podawany jest z całymi lub tłuczonymi ziemniakami (na oddzielnym talerzu), okraszonymi skwarkami ze słoniny, z pokrojonym jajkiem i białą kiełbasą (jeśli gotowany jest na żeberkach), lub z chlebem na zakwasie.

## Kontrowersje
Aktualnie brak jest jednolitej terminologii, która rozróżni żur, żurek od barszczu białego. Istnieją kontrowersje i różnice regionalne w zakresie zastosowania nazw biały barszcz, żur i żurek, zależnie od sposobu oraz od składników, z jakich taka zupa została przygotowana. Czy żur jest tożsamy z barszczem białym. 